# 藤井亮 (サッカー選手)
藤井 竜（ふじい りょう、1996年8月7日 - ）は、香港出身の日本のサッカー選手。ポジションはMF。

## クラブ歴
香港で日本人の父と韓国人の母の間に生まれた。幼少期に米国カリフォルニア州トーランスに移住した。
2011年にCDチーヴァス・USAの下部組織に加入し、2013年にロサンゼルス・ギャラクシーの下部組織に移った。2014年には大学サッカーでもプレーし、カリフォルニア大学サンタバーバラ校でサッカーをしていた。大学では19試合2アシストを記録、西部の1年生ベストイレブンに選出された。
2015年2月にロサンゼルス・ギャラクシーのセカンドチームで選手となった。プロになったため同校の奨学金や学籍は失ったが、カリフォルニア州立大学ドミンゲス・ヒルズ校が学業のための資金を提供してくれたために転籍した。
2018年3月1日にスウェーデン3部のニュヒェーピングBISに移籍。
2020年2月25日にグローバルFCに加入したが、クラブ自体がリーグ参加を禁止されたため出場はなかった。
2021年4月8日にカヤFC-イロイロに移籍。
1ヶ月のトライアウトを経て、2023年1月13日、インドネシア・リーガ1のPSISスマランと契約。